# نسيب عريضة
نسيب عريضة (1887 – 1946) شاعر وكاتب سوري ولد في حمص، درس في دار المعلمين الروسية في الناصرة وهاجر إلى الولايات المتحدة الأمريكية عام 1905، حيث عمل محرراً في بعض الصحف العربية. أسس مطبعة وأصدر مجلة «الفنون» عام 1912. كان أحد مؤسسي الرابطة القلمية في نيويورك عام 1920، وقد ضمت هذه الرابطة كثيرًا من أدباء المهجر في أميركا الشمالية. نشر عدة مقالات، وترجم عدة كتب عن الروسية. يتميز شعره بالرقة والحنين للوطن، وقد جَمعهُ في ديوان «الأرواح الحائرة»، الذي توفي قبل أربعة أيام من صدوره. له قصّتان: «الصمصامة» و«ديك الجن الحمصي».
يقول نسيب بن أسعد عريضة في قصيدته «أم الحجارة السود» واصفاً مدينته حمص:
حمص العديّة، كلنا يهواك ِ يا كعبة الأبطال، إنّ ثراكِ غمدٌ لسيف الله، في مثواكِ
وهي القصيدة الشهيرة التي يقول فيها:
يا دهر قد طال البعاد عن الوطنْ
هل عودة تُرجى وقد فات الظعنْ
خذني إلى حمصٍ

## الحياة الشخصية
تزوج نجيبة حداد وهي أخت عبد المسيح حداد وندرة حداد وليس لديهما أطفال.

## أعماله
- مختارات نسيب عريضة
- الأرواح الحائرة، نيويورك: مطبعة جريدة الأخلاق، 1946
- أسرار البلاط الروسي، مطبعة الهدى، 1933
- ديك الجن الحمصي
- الصمصامة
- يا نفس
- النهاية
- حمص
- علقت عودي